# أنيت فانيتشيلو
أنيت فانيتشيلو (بالإنجليزية: Annette Funicello) هي مغنية وممثلة أمريكية، ولدت في 22 أكتوبر 1942 في الولايات المتحدة، وتوفيت بنفس المكان في 8 أبريل 2013. من الجوائز التي نالتها دزني ليجندز (اساطير دزني) سنة 1992.

## أعمال

### أفلام
- (1968) رأس

## جوائز
- دزني ليجندز (اساطير دزني) (1992)

## وصلات خارجية
- أنيت فانيتشيلو على موقع IMDb (الإنجليزية)
- أنيت فانيتشيلو على موقع ألو سيني (الفرنسية)
- أنيت فانيتشيلو على موقع ميوزك برينز (الإنجليزية)
- أنيت فانيتشيلو على موقع تيرنر كلاسيك موفيز (الإنجليزية)
- أنيت فانيتشيلو على موقع أول موفي (الإنجليزية)
- أنيت فانيتشيلو على موقع قاعدة بيانات الأفلام السويدية (السويدية)
- أنيت فانيتشيلو على موقع إن إن دي بي (الإنجليزية)
- أنيت فانيتشيلو على موقع أول ميوزيك (الإنجليزية)
- أنيت فانيتشيلو على موقع ديسكوغز (الإنجليزية)
- أنيت فانيتشيلو على موقع ديسكوغز (الإنجليزية)